# 대한민국 헌법 제29조
대한민국 헌법 제29조는 공무원의 불법 행위에 대해 배상을 청구할 수 있음을 규정한 대한민국 헌법의 조항이다.1항,2항으로 구성되어 있다.

## 본문
1항 공무원의 직무상 불법행위로 손해를 받은 국민은 법률이 정하는 바에 의하여 국가 또는 공공단체에 정당한 배상을 청구할 수 있다. 이 경우 공무원 자신의 책임은 면제되지 아니한다.

  2항 군인·군무원·경찰공무원 기타 법률이 정하는 자가 전투·훈련등 직무집행과 관련하여 받은 손해에 대하여는 법률이 정하는 보상외에 국가 또는 공공단체에 공무원의 직무상 불법행위로 인한 배상은 청구할 수 없다.

## 내용
- 공무원의 불법행위에 대한 배상책임

## 비판
군인의 이중배상 금지 원칙은 본래 국가배상법에 있었으나 제3공화국에서 헌법심판을 담당하던 대법원은 1971년 이를 위헌으로 판단하였다. 그러나 같은 내용이 제4공화국 헌법에 다시 적용되었다.

## 같이 보기
- 대한민국 헌법 제2장
- 국가배상
- 국가배상법
- 국가배상심의위원회
- 행정심판
- 행정소송